# El Pumar
El Pumar es una aldea de la parroquia de San Sebastián, del concejo de Morcín, Asturias, España. En la localidad se encuentra la iglesia parroquial.

## Etimología
Pumar es una palabra que en asturiano designa al manzano (Malus domestica). Procede de la palabra latina POMA, neutro plural de PŌMUM, árbol frutal.